# Мазовия
Мазо́вия, реже Мазовша, Мазовецкая земля (пол. Mazowsze, Ziemia mazowiecka, лат. Masovia, нем. Masowien), — историческая область в северо-восточно-центральной Польше.
Мазовия охватывает часть Среднеевропейской равнины, приблизительно между городами Лодзь и Белосток, с Варшавой в качестве неофициальной столицы и крупнейшего города Мазовии. На протяжении веков в Мазовии развивалась отдельная культура, отличная от других польских областей своим фольклором, архитектурой, одеждой и традициями. Жители Мазовии называются мазовшанами. Историческая Мазовия существовала со Средних веков до разделов Речи Посполитой и состояла из трёх воеводств со столицами в Варшаве, Плоцке и Раве. Главным городом региона был Плоцк, даже игравший роль столицы Польши с 1079 по 1138 год; однако в раннее Новое время Плоцк уступил своё первенство Варшаве, ставшей столицей Польши. С 1138 года Мазовией управляла отдельная ветвь династии Пястов, а когда умер последний правитель независимого Мазовецкого княжества, она была полностью включена в состав Польской короны в 1526 году. Во времена Речи Посполитой более 20 % мазовецкого населения относилось к мелкому дворянству. К середине XIX века была образована Мазовецкая губерния, которая охватывала тогда юг Мазовии вместе с Ленчицкой землёй и юго-восточной Куявией. Выходцами из Мазовии являются мазуры, которые со времени позднего Средневековья селились в соседней южной Пруссии, области, позже названной Мазурией, где они обратились в протестантизм в эпоху Реформации, таким образом покинув лоно Католической церкви, к которой родственное им население Мазовии продолжало относиться.
Границы современного Мазовецкого воеводства, созданного в 1999 году, неточно отражают первоначальные размеры Мазовии, поскольку его территория не включает в себя исторически мазовецкие города Ломжа и Лович, но включают города Радом и Седльце, относящиеся к исторической области Малая Польша.

## География
География Мазовии характеризуется отсутствием большого количества холмов (в отличие от Малой Польши) и озёр (в отличие от Великой Польши). Её территория раскинулась на Мазовецко-Подлясской низменности, по обе стороны Вислы и места её слияния с Наревом и Бугом. Леса (в основном хвойные) покрывают одну пятую часть региона, к ним относятся большая Кампиносская пуща, Белая пуща и Зелёная пуща.
На севере Мазовия граничит с областью Мазурией, расположенной на территории бывшей Пруссии, на востоке — с Подляшьем, на юге — с Малой Польшей и на западе — с Великой Польшей (области Ленчицкой земли, Куявии и Добжинской земли). Площадь Мазовии составляет 33 500 км². Её население составляет 5 миллионов человек (более двух из них являются жителями Варшавской агломерации).

## История
Когда славяне прибыли на территорию нынешней Мазовии из окрестностей Полесья, они смешались с потомками венедов Вислы и с другими переселенцами, такими как представители вельбарской культуры. В результате образовалось лехитское племя мазовшан.
Историческая область Мазовия (Mazowsze) вначале охватывала только территории на правом берегу Вислы близ Плоцка и была тесно связана с Великой Польшей (через Влоцлавек и Крушвицу). В IX веке Мазовия, возможно, была заселена племенем мазовшан, и она была включена в состав Польского государства во второй половине X века при пястском правителе Мешко I. В период правления первых польских монархов из династии Пястов Плоцк был одной из их резиденций, а на местном Соборном холме (Wzgórze Tumskie) они воздвигли крепость. В 1037—1047 годах он был столицей независимого Мазовецкого государства Моислава. С 1079 по 1138 год Плоцк был фактически столицей Польши. С 1075 года он служил резиденцией Плоцкой епархии, охватывающей территорию северной Мазовию. На юге был образован архидиаконат Черска, входивший в состав архиепархии Познани, а Ловичское княжество входило в состав Гнезненского архиепископства (это разделение сохранялось вплоть до разделов Речи Посполитой).
В результате раздробления Польши после смерти польского короля Болеслава III Кривоустого, в 1138 году было создано Мазовецкое княжество, в течение XII и XIII веков временно контролировавшее различные соседние земли и подвергавшееся вторжениям пруссов, ятвягов и русинов. Для защиты северной части своих территорий Конрад I Мазовецкий призвал в 1226 году тевтонских рыцарей и даровал им Хелмнинскую землю.
После воссоединения Польского государства при Владиславе I Локетеке в начале XIV века Мазовия стала его феодом в 1351 году. Во второй половине XV века западная Мазовия и в 1526—1529 годах её основная часть (со столицей в Варшаве) были включены в состав Польского государства. В XV веке восточная часть региона (Ломжа) была заселена, главным образом, представителями мелкой шляхты. Мазовия считалась слаборазвитой областью по сравнению с Великой и Малой Польшей, с самым низким процентом городского населения.
В раннее Новое время Мазовия была известна тем, что экспортировала зерно, древесину и меха. Реформация не оказала никакого влияния на Мазовию. Мазовия была разделена на три воеводства, каждое из которых делилось на земли (пол. ziemie, лат. terrae), каждое из них делилось на повяты (пол. powiaty, лат. districtus), и все три воеводства входили в состав более крупной Великопольской провинции Польской короны. Люблинская уния (1569) сделала Мазовию центральным регионом Речи Посполитой, а Варшава заняла в ней видное место в качестве резиденции государственного законодательного органа (Сейма). В 1596 году король Сигизмунд III перенёс польскую столицу из Кракова в Варшаву. В XVII и XVIII веках шведские, трансильванские, саксонские и русские вторжения сеяли хаос в регионе.
В 1793 году западная Мазовия и два года спустя остальная часть области были аннексированы королевством Пруссия в ходе второго и третьего разделов Польши, в то время как юго-восточная часть была аннексирована Австрией. В 1807 году Мазовия стала частью Варшавского герцогства. В 1815 году регион был включён в состав Царства Польского, которое находилось в зависимости от России. В XIX веке Мазовия была местом крупных польских восстаний (Ноябрьского и Январского) против русского владычества.
С 1918 года Мазовия входит в состав возрождённой Польши, примерно соответствуя по своим границам Варшавскому воеводству. В период немецкой оккупации во время Второй мировой войны население Мазовии подвергалось массовым арестам, казням, высылкам и депортациям на принудительные работы, в нацистские концентрационные лагеря и нацистские гетто. Многие важные объекты подвергались разграблению. В деревне Пальмиры, в окрестностях Варшавы, совершались массовые расстрелы. Эта деревня стала одним из самых известных мест преступлений нацистской Германии против поляков. Население Варшавы резко сократилось в результате расстрелов, уничтожения местных евреев, гибели около 200 000 жителей во время Варшавского восстания 1944 года и депортации левобережного населения города после восстания. Вскоре после восстания Адольф Гитлер приказал немецким войскам уничтожить город. Восстановление польской столицы было главной задачей послевоенного периода в стране. В те времена Варшавское воеводство ещё примерно соответствовало территории исторической Мазовии и неофициально называлось ею, но в 1975 году оно было разделено на несколько небольших воеводств. Однако в 1999 году было создано Мазовецкое воеводство как один из 16 административных регионов Польши.

## Культура

### Мазовецкий диалект
Мазовецкий язык, вероятно, существовал как отдельный диалект до XX века. Этноним мазур дал название фонетическому явлению, известному как мазурение (хотя оно также распространено и в малопольском диалекте).

### Местная кухня
В Мазовии не существует какой-либо специфической региональной кухни. В былые времена в крестьянской кухне преобладали молочные продукты. Дворяне потребляли домашнюю птицу, гусей, кур и уток. Наиболее обособленными мазовецкими кулинарными регионами являются Курпы и Лович, где традиционные блюда сохранили популярность и до наших дней. В Курпах традиционные блюда готовят из собранных в лесу ингредиентов: ягод, мёда и грибов. Есть несколько традиционных польских блюд, таких как фляки или клёцки, которые в Мазовии готовятся иначе, чем в других частях Польши.

## Экономика
Мазовецкое воеводство занимает первое место в Польше по объёму валового внутреннего продукта. Этот показатель достигается благодаря Варшаве, являющейся финансовым центром Восточно-Центральной Европы. Большинство государственных предприятий базируется в этом мегаполисе. Варшава служит центром как для железнодорожного, так и для автомобильного движения, откуда ведут пути во все уголки Польши и в Европу. Варшавский аэропорт имени Фридерика Шопена — самый загруженный в стране. В Варшаве хорошо развиты многие отрасли промышленности и сферы услуг. Другим экономическим центром Мазовии служит Плоцк, где работают крупные нефтехимические заводы PKN Orlen. Остальная часть Мазовии относится к беднейшим частям Польши. В сельском хозяйстве наиболее типичными для Мазовии культурами являются картофель и рожь, но наиболее популярной, как и во всей Польше, — пшеница. Другие культуры, такие как ячмень, сахарная свёкла, фрукты (с их самым большим «бассейном» в Польше на юге региона) и овощи. В животноводстве наиболее распространено разведение свиней, а также коров и кур.

## Туризм
Кампиноский национальный парк является одним из крупнейших национальных парков Польши и пользуется популярностью у туристов, совершающих однодневные поездки из Варшавы в поход среди первобытных лесов парка, песчаных дюн и болот. Главным культурным центром региона, а вместе с Краковом и всей Польши, является Варшава, где находятся десятки театров, Национальная филармония, Национальный оперный театр, Национальная библиотека, Национальный музей, Центр науки «Коперник», Музей Варшавского восстания, храм Провидения Божия и многие другие достопримечательности. В Варшаве есть множество великолепных исторических зданий и памятников, в том числе в Старом городе и Новом городе, которые были почти полностью разрушены во время Второй мировой войны, но были тщательно восстановлены и были объявлены объектами всемирного наследия ЮНЕСКО в 1980 году. На улице Краковское предместье было построено несколько важных зданий. Существуют также королевские дворцы и сады Лазенки и Вилянув. Самое интересным зданием послевоенного периода является Дворец культуры и науки.
К историческим памятникам Мазовии в других частях области относится усадьба в Желязова-Воле, где родился композитор Фридерик Шопен и где в настоящее время находится его музей. Плоцк, некогда служивший резиденция мазовецких князей, и Лович, резиденция архиепископов Гнезно, знамениты своими соборами. Есть также примечательные дворцы и парки в Неборуве и Аркадии, крепость Модлин, замки в Черске, Пултуске, Цехануве, Опиногуре-Гурне, Рава-Мазовецке, Сохачеве и Ливе, а также церкви в Непокалянуве, Гура-Кальварии, Варке, Скерневице, Червинске-над-Вислою, Вышогруде, Закрочиме, Шренске, Пшасныше, Остроленке, Ломже, Щучине, Визне, Броке, Зузеле, Ростково и Богушице. С самобытным фольклором можно опзнакомиться в регионе Курпы; другой этнографический центр был создан в Серпце.

## Главные города
В следующем списке представлены города Мазовии, имеющие население более 20 000 человек на 2015 год:
|     | Город               | Население (2015) | Воеводство в 1750 году | Воеводство в 2016 году | Примечания                                                                                        |
| --- | ------------------- | ---------------- | ---------------------- | ---------------------- | ------------------------------------------------------------------------------------------------- |
| 1.  | Варшава             | 1 724 404        | Мазовецкое             | Мазовецкое             | Столица Польши, бывший королевский город Польши.                                                  |
| 2.  | Плоцк               | 122 815          | Плоцкое                | Мазовецкое             | Историческая столица Мазовии, бывшая столица Польши, бывший королевский город Польши.             |
| 3.  | Ломжа               | 62 711           | Мазовецкое             | Подляское              | Бывший королевский город Польши.                                                                  |
| 4.  | Прушков             | 59 570           | Мазовецкое             | Мазовецкое             | Часть Варшавской агломерации.                                                                     |
| 5.  | Легьоново           | 54 231           | Мазовецкое             | Мазовецкое             | Часть Варшавской агломерации.                                                                     |
| 6.  | Остроленка          | 52 917           | Мазовецкое             | Мазовецкое             | Бывший королевский город Польши.                                                                  |
| 7.  | Скерневице          | 48 634           | Равское                | Лодзинское             | Бывший частный епископский город Польши.                                                          |
| 8.  | Отвоцк              | 45 044           | Мазовецкое             | Мазовецкое             | Часть Варшавской агломерации.                                                                     |
| 9.  | Пясечно             | 44 869           | Мазовецкое             | Мазовецкое             | Бывший королевский город Польши, часть Варшавской агломерации.                                    |
| 10. | Цеханув             | 44 797           | Мазовецкое             | Мазовецкое             | Бывший королевский город Польши.                                                                  |
| 11. | Жирардув            | 41 096           | Равское                | Мазовецкое             |                                                                                                   |
| 12. | Миньск-Мазовецки    | 39 880           | Мазовецкое             | Мазовецкое             | Часть Варшавской агломерации.                                                                     |
| 13. | Воломин             | 37 505           | Мазовецкое             | Мазовецкое             | Часть Варшавской агломерации.                                                                     |
| 14. | Сохачев             | 37 480           | Равское                | Мазовецкое             | Бывший королевский город Польши.                                                                  |
| 15. | Зомбки              | 31 884           | Мазовецкое             | Мазовецкое             | Часть Варшавской агломерации.                                                                     |
| 16. | Млава               | 30 880           | Плоцкое                | Мазовецкое             | Бывший королевский город Польши.                                                                  |
| 17. | Гродзиск-Мазовецкий | 29 907           | Равское                | Мазовецкое             | Бывший частный город рода Мокроноских, часть Варшавской агломерации.                              |
| 18. | Лович               | 29 420           | Равское                | Лодзинское             | Временная де-факто столица Польши в 1572—1573 годах, бывший частный епископский город.            |
| 19. | Марки               | 29 032           | Мазовецкое             | Мазовецкое             | Часть Варшавской агломерации.                                                                     |
| 20. | Новы-Двур-Мазовецки | 28 287           | Мазовецкое             | Мазовецкое             | Бывший частный город, часть Варшавской агломерации.                                               |
| 21. | Вышкув              | 27 222           | Мазовецкое             | Мазовецкое             | Бывший частный епископский город Польши.                                                          |
| 22. | Пястув              | 22 826           | Мазовецкое             | Мазовецкое             | Часть Варшавской агломерации.                                                                     |
| 23. | Острув-Мазовецка    | 22 796           | Мазовецкое             | Мазовецкое             | Бывший королевский город Польши.                                                                  |
| 24. | Плоньск             | 22 494           | Плоцкое                | Мазовецкое             | Бывший королевский город Польши.                                                                  |
| 25. | Замбрув             | 22 451           | Мазовецкое             | Подляское              | Бывший королевский город Польши.                                                                  |
| 26. | Граево              | 22 246           | Мазовецкое             | Подляское              | Самый северный и восточный город Мазовии. Его территория граничит с областями Подляшье и Мазурия. |
| 27. | Кобылка             | 20 855           | Мазовецкое             | Мазовецкое             | Часть Варшавской агломерации.                                                                     |

## Галерея
- Непокалянув
- Гура-Кальвария
- Цеханувский замок
- Неборувский дворец
- Кафедральный собор Ловича
- Церковь святого Иакова в Скерневице